# 천의 얼굴을 가진 영웅
《천의 얼굴을 가진 영웅》 (The Hero with a Thousand Faces, 1949년 초판)은 조지프 캠벨의 비교 신화 작품으로, 저자는 세계 신화에서 발견되는 영웅의 여정의 신화적 구조에 대한 자신의 이론을 논의한다.
캠벨의 이론은 다양한 현대 작가와 예술가들에 의해 의식적으로 적용되었다. 영화감독 조지 루카스는 캠벨의 신화 이론과 스타워즈 영화에 미친 영향을 인정했다.
2008년 7월 캠벨의 책, 오디오 및 비디오 녹음 모음집의 일부로 새 판을 발행했다. 2011년, Time 은 1923년 잡지가 창간된 이래 영어로 쓰여진 가장 훌륭하고 영향력 있는 100권의 책 목록에 이 책을 선정했다.

## 요약
캠벨은 신화적 내러티브가 종종 근본적인 구조를 공유한다는 이론을 탐구한다. 이러한 신화의 유사성으로 인해 캠벨은 그의 책에서 단일 신화의 구조를 자세히 설명했다. 그는 전형적인 서사의 모티브를 '영웅의 모험'이라고 부른다.
단일 신화를 제시하면서 캠벨은 이 여정의 여러 단계 또는 단계를 설명한다. "영웅의 모험"은 평범한 세계에서 시작된다. 모험의 부름을 받은 그는 평범한 세계를 떠나야 한다. 멘토의 도움으로 영웅은 익숙한 법과 질서가 적용되지 않는 초자연적인 세계로 인도한다. 그곳에서 영웅은 시련의 길에 들어서게 될 것이며, 그곳에서 그는 시험을 받게 될 것이다. 전형적인 영웅은 때때로 동맹의 도움을 받다. 영웅은 시련에 직면하면서 여정의 가장 큰 도전에 직면한다. 도전에 성공하면 영웅은 보상 또는 혜택을 받게 된다. 캠벨의 단일 신화 이론은 은유적 죽음과 부활 을 포함하여 계속된다. 그런 다음 영웅은 이 혜택을 가지고 일반 세계 로 돌아가기로 결정해야 한다. 영웅은 돌아오는 길에 더 많은 시련에 직면하게 된다. 영웅이 돌아오면 혜택이나 선물은 영웅의 평범한 세계를 개선하는 데 사용될 수 있다.
많은 신화가 캠벨의 단일 신화의 개요를 따르는 것처럼 보이지만 일부 단계의 포함과 순서에는 약간의 차이가 있다.
캠벨은 오시리스, 프로메테우스, 부처, 모세, 무함마드, 예수의 이야기를 포함한 종교적, 영적, 신화적, 문학적 고전을 공부했다. 이 책은 이야기의 유사점을 인용하고, 그가 단일신화의 구조를 분해하면서 그것들을 언급한다.
이 책에는 1940년대와 1950년대에 유행했던 프로이트의 개념을 사용하여 "영웅의 여정"에 대한 논의가 포함되어 있다. "영웅의 여정"은 현대 예술과 문화의 예술가와 지식인에게 계속 영향을 미치며 20세기 중반의 분석 형식을 넘어 캠벨의 통찰력에 대한 기본적인 유용성을 제안한다.

## 배경
캠벨은 프로이트 (특히 오이디푸스 콤플렉스), 카를 융(전형적인 인물과 집단 무의식 ), 아놀드 반 게넵 을 포함한 영웅 모델(구조주의 참조)을 개발하기 위해 20세기 초 이론가들의 작업을 사용했다. 반 게넵 은 통과 의식의 세 단계가 있다는 개념에 기여했다. 그는 또한 심리학자 오토 랭크(Otto Rank)와 민족지학자 제임스 조지 프레이저와 프란츠 보아스의 연구를 살펴보았다.

### 출판 이력

마크 해밀이 루크 스카이워커 역을 맡은 책의 재판본 표지

이 책은 원래 Bollingen 시리즈의 17번째 제목으로 Pantheon Press 를 통해 Bollingen Foundation에서 출판되었다. 이 시리즈는 2006년까지 책을 출판한 Princeton University Press 가 인수했다. 원래 1949년에 발행되었고 1968년에 캠벨에 의해 수정된 The Hero with Thousand Faces는 여러 번 재인쇄되었다. 1977년 스타워즈 가 출시된 후 발행된 재판본은 표지에 마크 해밀의 루크 스카이워커 이미지를 사용했다. Princeton University Press는 2004년 캠벨의 탄생과 Press의 공동 창립 100주년을 기념하여 Clarissa Pinkola Estés의 서문을 추가하여 두 번째 판의 기념 인쇄물을 발행했다.
캠벨 재단에서 편찬하고 New World Library에서 출판한 세 번째 판은 2008년 7월 캠벨 전집 시리즈의 12번째 타이틀로 출시되었다.
스페인어, 포르투갈어, 프랑스어, 독일어, 이탈리아어, 일본어, 한국어, 중국어( 간체 및 번체 ), 터키어, 네덜란드어, 그리스어, 덴마크어, 노르웨이어, 페르시아어, 폴란드어, 루마니아어, 체코어, 크로아티아어, 세르비아어, 슬로베니아어, 러시아어, 헝가리어, 불가리아어 및 히브리어가 있으며 전 세계적으로 백만 부 이상 판매되었다.

### 예술가에 대한 영향
천 개의 얼굴을 가진 영웅 은 많은 예술가, 영화 제작자, 음악가, 제작자 및 시인에게 영향을 미쳤다. 이 중 일부는 밥 딜런, 조지 루카스, 마크 버넷 및 짐 모리슨을 포함한다.

## 같이 보기
- 블라디미르 프로프
- 성장소설